# جامعة فطاني
جامعة فطاني أول مؤسسة تعليمية إسلامية خاصة في تايلاند. أسسها علماء وخبراء في الدراسات الإسلامية في المنطقة ممن لهم نية تعزيز وتطوير الدراسات الإسلامية وغيرها من علوم التدريس وفقا للكتاب والسنة.